# 卡利尼夫卡 (舊奧斯特羅皮利市鎮)
49°47′6″N 27°31′10″E / 49.78500°N 27.51944°E
卡利尼夫卡（羅馬化：Kalynivka）是位於烏克蘭西部的村莊，由赫梅利尼茨基州裡赫梅利尼茨基區的舊奧斯特羅皮利市鎮負責管轄。該村面積1.15平方公里，海拔高度260米，2001年人口266，人口密度每平方公里232.3人。